# 孝毅皇后
孝毅皇后（こうきこうごう、1614年以前 - 隆武2年8月9日（1646年9月17日））は、南明の隆武帝の皇后。姓は曾氏。

## 経歴
吉安府吉水県の人。書生の曾文彦と何氏として生まれた。崇禎5年（1632年）、朱聿鍵（後の隆武帝）は唐王となり、曾氏は王妃（正室）となった。溌剌とした、強く剛勇な気性であった。
崇禎10年（1637年）、朱聿鍵が庶人に落とされ、曾氏も共に鳳陽高墻（皇族の監獄）に収監された。獄中で、朱聿鍵は度重なる体罰によって一度は危篤状態に陥った。曾氏は常に夫の側から離れず、崇禎帝に抗議して上書した。崇禎17年（1644年）、崇禎帝が自殺し、弘光帝が南京で即位すると恩赦を受け、広西平楽府に移されることになった。移送中に弘光帝が清軍に囚われたとの報を受けた朱聿鍵は、自ら皇帝に即位し、曾氏は皇后となった。曾氏は政治に対し熱心に参画し、隆武帝とたびたび喧嘩をしていた。
隆武2年（1646年）7月、清軍が福州を攻撃すると汀州に逃れたが、翌月に清の李成棟の軍によって捕らえられた。途中、九龍灘において、清軍の警備が手薄な状態に乗じて、入水自殺した。10人ほどの宦官も殉死した。翌年、永暦帝により孝毅貞烈慈粛賢明承天昌聖襄皇后の諡号が贈られた。

## 子女
- 朱琳源（太子）- 兎唇を持つ。隆武2年6月1日（1646年7月13日）に生まれ、同年8月に混乱の中で死去した。

## 伝記資料
- 『南明史』